# Flawiusz Kreskoniusz Koryppus
Flawiusz Kreskoniusz Koryppus, łac. Flavius Cresconius Corippus - urodzony w Afryce epicki poeta rzymski z VI wieku n.e.; autor dwóch poematów: 
- De laudibus Iustini Augusti libri IV (panegiryk na cześć cesarza Justyna II[1] w ośmiu księgach[2])

- Johannidos sive de bellis Lybicis libri VIII (epos o wojnie prowadzonej przez prokonsula Johannesa Troglitę przeciw Maurom i Wandalom w czterech księgach[2])